# Ferrovia Roma-Frascati
La ferrovia Roma-Frascati è una linea ferroviaria italiana. Fu la prima ferrovia dello Stato della Chiesa e venne aperta nel 1856.

## Storia
Il 25 novembre 1848 venne sottoscritto l'accordo per la costruzione della ferrovia Roma-Frascati tra il Comitato Governativo e la Società Pio-Latina. I lavori furono interrotti e ripresi molte volte anche a causa delle vicende politiche dello Stato Pontificio nel periodo della Repubblica Romana.

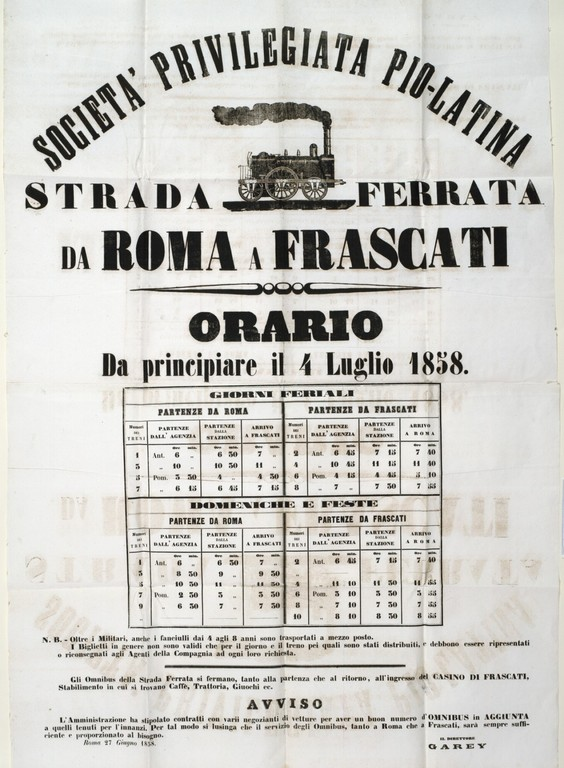
Orario della linea Roma-Frascati della Società privilegiata Pio-latina, articolato in giorni feriali, domeniche e festivi, 1858

In otto anni venne costruita la strada ferrata e due stazioni, a Roma la stazione di Porta Maggiore e a Frascati la stazione di Campitelli a tre chilometri dal centro cittadino, e fu realizzato un tunnel. Tutte le opere vennero affidate all'Impresa York & Co di proprietà del signor John Oliver York, che impegnò centottanta persone tra maestranze e dirigenti.

Mappa del nodo ferroviario di Ciampino dopo l'attivazione della nuova stazione con la relativa variante, nel 1892

La ferrovia Roma-Frascati fu messa in servizio il 7 luglio 1856 e permetteva cinque viaggi al giorno, tre al mattino e due il pomeriggio con un tempo di percorrenza di 28 minuti.
L'attrezzatura impegnata consisteva in sei locomotive di fabbricazione britannica (Sharp & Steward e Brids Adams) con sei vagoni viaggiatori. Le quattro principali locomotive avevano i nomi dei Santi Pio, Pietro, Paolo e Giovanni, nomi scelti dal Papa Pio IX con una lettera indirizzata all'amministratore dell'Impresa York & Co e datata 7 giugno 1856.
Dopo l'iniziale entusiasmo la lontananza delle stazioni dai rispettivi centri urbani, poste in aperta campagna, resero poco pratico trasportare vino e olio da Frascati (con 5 300 abitanti) a Roma (con 160 000 abitanti) e si continuò a preferire le vecchie "barrozze", mentre i passeggeri continuarono ad utilizzare le diligenze che partivano dal centro di Roma ed arrivavano al centro di Frascati. Pasquino non perse l'occasione di prendere in giro la nuova ferrovia scrivendo che la linea "non partiva da Roma e non arrivava a Frascati". Per attrarre turisti la società York costruì a Frascati un edificio, connesso alla stazione di Campitelli, per concerti, ricevimenti e con un piccolo teatro, ma l'iniziativa non ebbe successo e fu abbandonata.
Nel 1874 la linea venne collegata con la stazione di Roma Termini e la vecchia stazione di Porta Maggiore venne demolita. Nel 1881 iniziarono i lavori di prolungamento della linea dalla stazione di Campitelli al centro cittadino, così il 2 febbraio del 1884 venne inaugurata la nuova stazione di Frascati, il nuovo tracciato lasciò in un binario morto la vecchia stazione che, abbandonata a sé stessa, cadde in rovina.
Il 23 giugno 1941 venne attivato l'esercizio a trazione elettrica, con linea aerea alla tensione di 3000 V, fra Ciampino e Frascati.
Nel 1943 con il bombardamento di Frascati la stazione ferroviaria e parte della strada ferrata vennero distrutte. Il tunnel venne usato dalle forze armate tedesche per nascondere i super-cannoni ferroviari (da 280 mm) che colpivano le forze alleate sbarcate ad Anzio.
Nel 1945 il servizio ferroviario della linea Roma-Frascati riprese a funzionare regolarmente. Tra Ciampino e Frascati esistevano due fermate intermedie, oggi entrambe soppresse: Galleria di Ciampino e Valle Vermiglia. La linea, prima gestita in D.U. e con Blocco Elettrico Manuale, ha visto agli inizi degli anni novanta la completa automazione dei passaggi a livello e la conseguente soppressione del regime di circolazione sopraddetto.
Il 29 dicembre 1993 sulla tratta da Ciampino a Frascati venne introdotto l'esercizio a spola, e contemporaneamente la stazione di Frascati venne trasformata in fermata impresenziata.
Il servizio ferroviario – a differenza delle linee per Albano Laziale e Velletri, telecomandate dal D.C.O. di Ciampino fino a maggio 2013 e poi direttamente da Roma Termini – si svolge a spola. Alla fine degli anni novanta il primo binario della stazione di Frascati è stato coperto con delle passerelle di cemento e ne sono stati scollegati i relativi deviatoi che lo immettevano sul binario di corretto tracciato, che da allora è l'unico binario abilitato al servizio.
A partire dal 2011 sono stati avviati dei lavori di rimozione della copertura del primo binario e di installazione di pensiline sulla prima banchina. Con questi lavori RFI vuole riattivare anche il binario 1, potenziando così sia la fermata, trasformandola di nuovo in stazione, sia il traffico sulla linea.

### Progetti
Nel tratto tra Ciampino e Frascati si parla da molto tempo della costruzione di una nuova fermata denominata "Villa Senni", per servire il comune di Grottaferrata, privo di collegamento ferroviario.

## Caratteristiche
|  | Head station |

|  | Unknown route-map component "exKBHFa" | Unknown route-map component "ABZgl" | Unknown route-map component "CONTfq" |

| Unknown route-map component "exKRWl" | Unknown route-map component "eKRWg+r" |

| Unknown route-map component "b" | Unknown route-map component "kABZg3" |  |

| Unknown route-map component "CONTgq" | Unknown route-map component "kABZq1" + Unknown route-map component "ABZ+lr" | Unknown route-map component "KRZo+k4" | Unknown route-map component "CONTfq" |

| Unknown route-map component "bSHI2+lr" |

| Non-passenger station/depot on track |

| Unknown route-map component "exKRW+l" | Unknown route-map component "eKRWgr" |  |

| Unknown route-map component "exSTR" | Unknown route-map component "KRWgl" | Unknown route-map component "KRW+r" |

| Unknown route-map component "CONTgq" | Unknown route-map component "xKRZu" | Unknown route-map component "KRZu" | One way rightward |  |

| Unknown route-map component "exCONTf" | Unknown route-map component "eKRWgl" | Unknown route-map component "exKRW+r" |

|  | Unknown route-map component "HSTeBHF" | Unknown route-map component "exSTR" |

|  | Unknown route-map component "SKRZ-Ao" | Unknown route-map component "exSTR" |

|  | Station on track | Unknown route-map component "exBHF" |

| 13+921 |
| 0+000  |

|  | Unknown route-map component "eKRWg+l" | Unknown route-map component "exKRWr" |

| Unknown route-map component "CONTgq" | Unknown route-map component "ABZglr" | Unknown route-map component "CONTfq" |

|  | Unknown route-map component "uexCONTgq" | Unknown route-map component "emKRZu" | Unknown route-map component "uexCONTfq" |  |

| Unknown route-map component "eHST" |

| Enter and exit tunnel |

| Unknown route-map component "SKRZ-G2u" |

| Unknown route-map component "eHST" |

|  | Unknown route-map component "xKRWgl" | Unknown route-map component "KRW+r" |

|  | Unknown route-map component "exKBHFe" | Straight track |

|  |  |  | Straight track | Unknown route-map component "exCONTl+f" |

|  |  |  | Unknown route-map component "HSTeBHF" + Unknown route-map component "KHSTxe" | Unknown route-map component "exKBHFe" |

|  |  |  | Unknown route-map component "exENDEe" + Unknown route-map component "PORTALa" |

Il tracciato ferroviario, lungo circa 24,5 km, è a doppio binario per i primi 14 km, compresi fra Roma Termini e Ciampino; il tratto restante è a binario unico.

## Galleria d'immagini

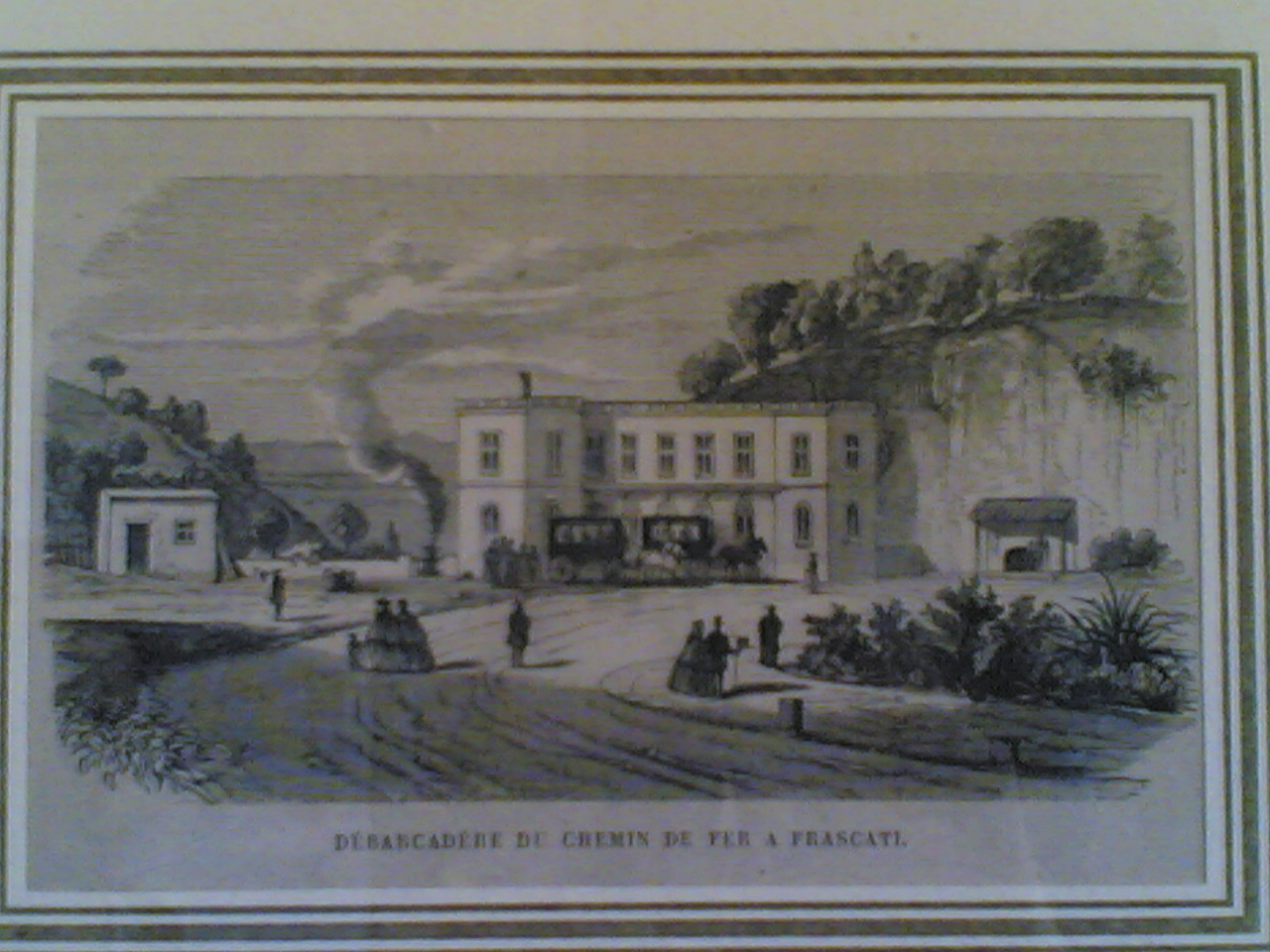
Stazione ferroviaria Frascati-Campitelli 1856
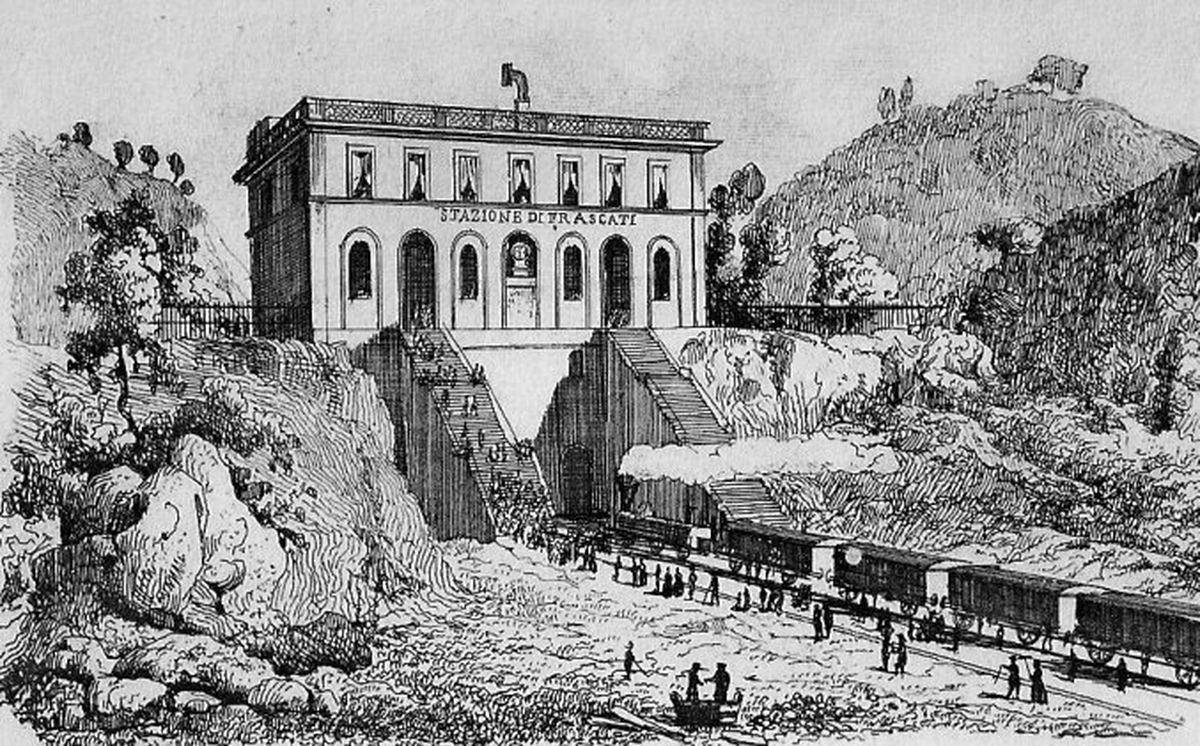
Stazione ferroviaria Frascati-Campitelli 1856
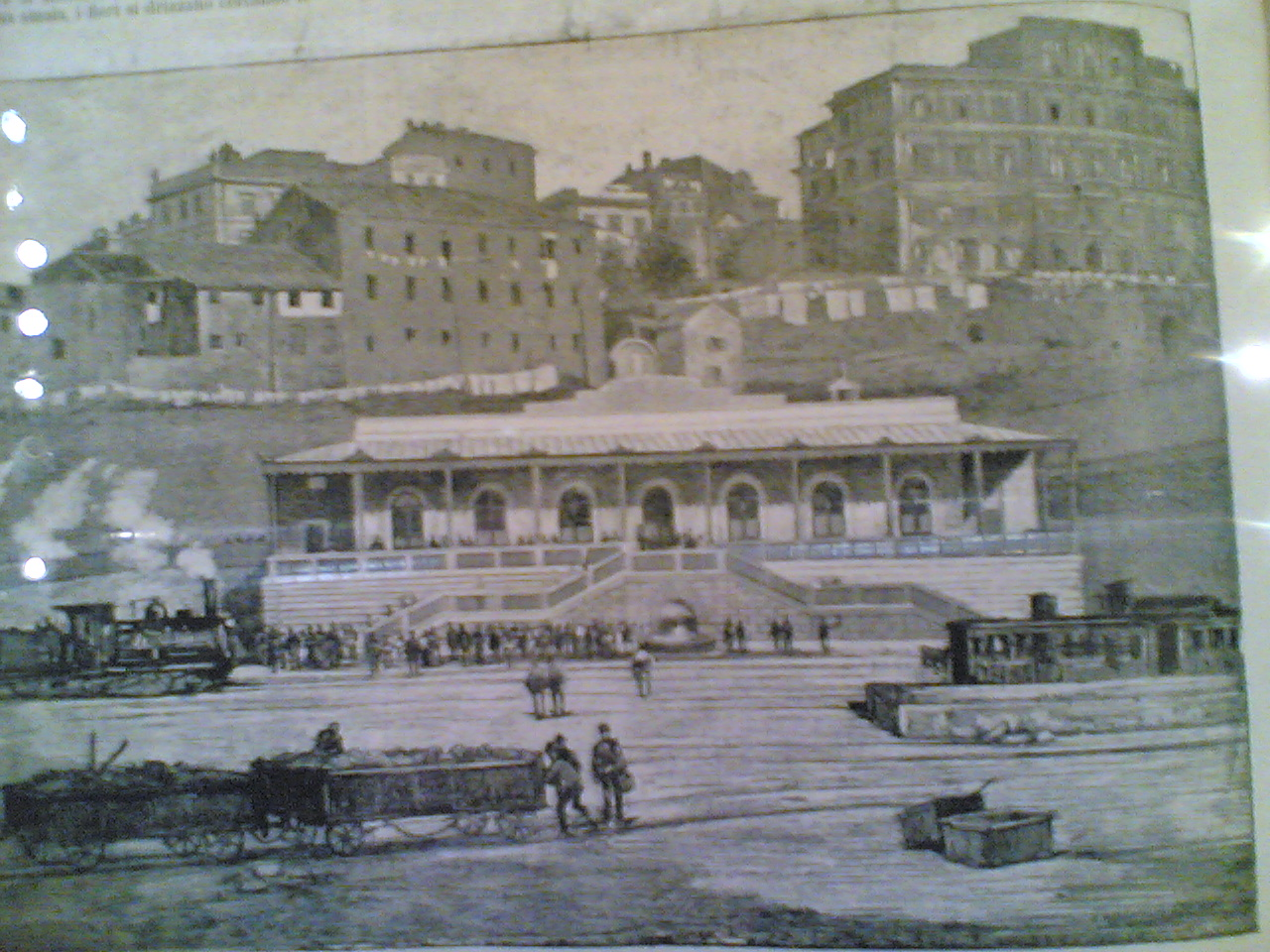
La nuova stazione ferroviaria di Frascati nel 1884